# Chunithm
Chunithm (tên gọi cách điệu của CHUNITHM) là tựa game arcade âm nhạc nhịp điệu được phát triển bởi Sega. Tựa game được giới thiệu lần đầu vào tháng 11 năm 2014, và chính thức phân phối vào ngày 16 tháng 1 năm 2015. Tên gọi của tựa game Chunithm được đặt dựa theo 2 từ "chūnibyō" và "rhythm".

## Lối chơi
Trong Chunithm, người chơi sử dụng các thanh cảm ứng ở dưới màn hình (gọi là Ground Slider) và thanh cảm biến Laze ở hai bên để thao tác với tựa game. Tùy thuộc vào loại nốt nhạc, người chơi có thể được yêu cầu chạm, giữ hoặc trượt ngón tay lên thanh cảm biến phía dưới hoặc vẫy tay trong không trung giữa các cảm biến nằm ở hai bên của máy. Có tổng cộng 6 loại nốt của tựa game này, bao gồm:
- TAP: Một thanh màu đỏ, yêu cầu nhấn một lần.
- HOLD: Một nốt dài bao gồm 2 nốt ở đầu và cuối kèm theo 1 thanh dài màu vàng, yêu cầu nhấn giữ toàn bộ chiều dài của nốt.
- SLIDE: Một nốt dài bao gồm 2 nốt ở đầu và cuối kèm theo 1 thanh dài màu xanh nước biển có trục. Người chơi phải nhấn vào nốt đầu, và sau đó sẽ trượt theo chiều dài của nốt đó đến nốt cuối cùng
- FLICK: Một thanh màu xanh, được thao tác bằng cách nhấn hoặc trượt trên thanh cảm ứng
- AIR: Một thanh màu đỏ có mũi tên hướng lên trên màu xanh, được thao tác bằng cách vuốt rồi nhấc tay lên khỏi thanh cảm ứng
- AIR-ACTION: Một thanh màu đỏ có mũi tên hướng lên trên màu xanh, được thao tác bằng cách vuốt rồi nhấc tay lên khỏi thanh cảm ứng, sau đó giữ tay trong không trung tại phạm vi mà game cho phép với trục màu xanh lá cây cho đến khi xuất hiện nốt màu hồng thì hạ nhẹ cánh tay xuống trên không trung giữa các cảm biến ở hai bên.

Phần Ground Slider bao gồm 16 thanh cảm ứng nhỏ tương ứng với 16 làn nốt trong game. Người chơi có thể tùy chỉnh số làn nốt phù hợp với người chơi, có thể là cả một khoảng trống hay có thể là 16 làn đầy đủ (tương ứng với 16 thanh cảm ứng). Điểm đặc biệt là các nốt sẽ có kích thước không đồng đều, tùy chỉnh theo từng đoạn của bài hát (có thể là đoạn này nốt nó to, nhưng đoạn sau nốt nó nhỏ hơn), khiến cho game trở nên độc đáo, thoải mái hơn nhưng cũng gây độ khó nhất định cho người chơi.
Ngoài việc chơi đơn, game cũng hỗ trợ chơi nhiều người chơi cùng nhau với tối đa 4 người chơi (mỗi người 1 máy, 4 máy là 4 người chơi) theo hình thức kết nối các máy với nhau trong cùng hệ thống thông qua tính năng Cabinet to Cabinet.

## Hướng dẫn thao tác trong game.
1. Nạp lượt chơi của bạn vào (theo hình thức đút xu, quẹt thẻ hay các phương thức khác) và quẹt thẻ Aime (thẻ Banapassport và Amusement IC đều được hỗ trợ) vào đầu đọc thẻ trên máy.  Bạn có thể sử dụng tính năng Guest Play để chơi luôn ngay cả khi bạn không có thẻ Aime hoặc Banapassport, nhưng dữ liệu chơi của bạn sẽ không được ghi lại.
2. Sau khi dữ liệu tải xong, hãy chọn chế độ chơi của game.
3. Sau đó, bạn tiến hành chọn bản đồ, các bản đồ đó sẽ bao gồm các step, sau mỗi ván thì bạn sẽ nhận được step tương ứng, đạt đến mốc nào thì bạn sẽ nhận được phần thưởng ở mốc đó.
4. Sau khi chọn bản đồ, chuyển sang màn hình chọn vé (Ticket). Nếu bạn đã thêm lượt chơi vào lúc này, bạn cũng có thể nhận được một vé Premium Track (một vé cho phép bạn di chuyển bản đồ nhanh hơn và có thể chơi ở mức độ khó cao hơn như WORLD'S END, MASTER, ULTIMA, v.v.). Nếu không sử dụng vé (No Ticket) thì bạn sẽ chơi với số ván được máy cài đặt cho bạn chơi (thường sẽ là 3 ván).
5. Di chuyển đến màn hình chọn bài hát. Độ khó của game bao gồm ■ BASIC, ■ ADVANCED, ■ EXPERT, ■ MASTER, ■ ULTIMA (chỉ một số bài hát). Ngoài ra, từ màn hình xác nhận xuất hiện sau khi chọn bài hát, bạn cũng có thể thay đổi nhân vật và kỹ năng, thay đổi tốc độ nốt và các cài đặt khác tại đây.
6. Sau khi kết thúc lượt chơi, giá trị kinh nghiệm sẽ được cộng thêm và tất cả các vật phẩm thu được trong lượt chơi này sẽ được hiển thị. Sau đó, chuyển đến màn hình tùy chỉnh cá nhân (User Box). Tại đây bạn có thể thay đổi tiêu đề, mua vé, thay đổi bảng tên, biểu tượng bản đồ và giọng nói của hệ thống.
7. Cuối cùng game đếm ngược để người chơi quyết định có chơi tiếp lượt tiếp theo hay không, nếu có thì bạn nhấn Yes và về màn hình chọn bản đồ, nếu nhấn No thì bạn sẽ được game chào tạm biệt "See You Next Play" và nhường cho lượt chơi tiếp theo của người kế tiếp

## Các bài hát và độ khó của game
Ngoài các bài hát gốc của CHUNITHM, các bài hát trong các thể loại như bài hát pop & anime, nhạc trò chơi, bài hát của Niconico, Touhou Project, maimai & Ongeki đều được phát hành. Ngoài ra, các bài hát gốc của CHUNITHM được chia thành "Các bài hát liên quan đến Irodori Midori " và "Các bài hát gốc khác với các bài hát liên quan đến Irodori Midori"
Có năm mức độ khó: ■ BASIC, ■ ADVANCED, ■ EXPERT, ■ MASTER, và ■ ULTIMA (có trong một số bài hát). Tuy nhiên, để chơi độ khó MASTER, bạn phải đạt được hạng S trở lên ở độ khó EXPERT, hoặc sử dụng vé chơi độ khó MASTER (Master Play) để đạt được hạng S trở lên ở độ khó MASTER. Để chơi cấp độ ULTIMA, có thể lựa chọn bằng cách đạt được cả cấp độ SS trở lên ở cấp độ EXPERT và cấp độ SS trở lên ở cấp độ MASTER. Vé chơi ULTIMA cũng cho phép lựa chọn, nhưng đạt được  hạng S, SS hoặc SSS trong ULTIMA không có nghĩa là bạn có thể chọn nó mà không cần sử dụng vé sau đó. Ngoài ra, đơn vị tiền tệ trong trò chơi yêu cầu để mua vé chơi ULTIMA là rất lớn, vì vậy nếu bạn muốn chơi đến độ khó ULTIMA, tốt nhất bạn nên mua vé Premium Track..
Ngoài ra game còn có độ khó WORLD'S END với các chức năng từ CHUNITHM PLUS, "Cải thiện hoặc không đều sắp xếp bài hát theo chủ đề '', "Tất cả các nốt đều chi tiết, giữ phán đoán trong suốt bài hát'', "Dừng tiến độ ở giữa, thậm chí quay ngược lại'', 'Tốc độ bạn có thể chơi bài hát đó cực mạnh, chẳng hạn như "các thay đổi, không phải toàn bộ cả bài hát mà là các nốt nhạc khác nhau cho mỗi đoạn nhạc". Tùy thuộc vào bài hát, game sẽ phân theo độ khó: `` Kai '', `` Stop '', `` Light '', `` Wari '', v.v. Để chơi, bạn cần mua vé chơi WORLD'S END (yêu cầu 10000 blanc) trong phần chọn vé

## Các phiên bản của game
Trước đây tựa game Chunithm được phát hành tại thị trường Nhật Bản, có tổng cộng 12 phiên bản của tựa game Chunithm được phát hành từ năm 2015 đến năm 2021, bao gồm:Chunithm, Chunithm Plus, Chunithm Air, Chunithm Air Plus, Chunithm Star, Chunithm Star Plus, Chunithm Amazon, Chunithm Amazon Plus, Chunithm Crystal, Chunithm Crystal Plus, Chunithm Paradise và Chunithm Paradise Lost
Phiên bản đầu tiên của Chunithm được phát hành bên ngoài Nhật Bản, CHUNITHM SUPERSTAR (dựa trên Chunithm Star của Nhật Bản), được phát hành vào một số ngày nhất định tại các quốc gia khác nhau. Ngày ra mắt và quốc gia / khu vực của nó là:
Singapore: ngày 26 tháng 11 năm 2020
Đài Loan: 27 tháng 11 năm 2020
Hồng Kông: ngày 2 tháng 12 năm 2020
Ma Cao: ngày 3 tháng 12 năm 2020
Hàn Quốc: ngày 9 tháng 12 năm 2020
Úc: ngày 2 tháng 2 năm 2021
New Zealand: 27 tháng 3 năm 2021
Thái Lan: ngày 3 tháng 4 năm 2021
CHUNITHM SUPERSTAR PLUS được phát hành vào ngày 2 tháng 9 năm 2021 thông qua bản cập nhật trực tuyến. Hai nội dung chính được bổ sung ở phiên bản này bao gồm:
- Course Mode
- World's End

Vào ngày 20 tháng 10 năm 2021, SEGA chính thức công bố tựa game Chunithm New cùng với 2 mẫu máy Chunithm mới, bao gồm loại thường và loại cao cấp (PREMIUM), các tính năng chính của nó bao gồm: 
- Màn hình 120 Hz (PREMIUM)
- Nâng cấp về loa, tai nghe, cảm biến laze 2 bên máy và phần cảm ứng ở dưới màn hình (Ground Slider)
- Hỗ trợ phương thức thanh toán điện tử (PREMIUM)
- Avatar và tính năng Online Battle
- Điều chỉnh lại toàn bộ độ khó của game, trong đó một số bài được đẩy lên độ khó ở mức 15 và 15+.

Sau khi phát hành tại thị trường Nhật Bản, đến tháng 3 năm 2022 thì Chunithm New phát hành tại thị trường Quốc Tế. Đến tháng 9 năm 2022, Chunithm New chính thức cập bến tại thị trường Trung Quốc.
Với sự phát triển thành công của Chunithm New (bao gồm cả bản Plus) và hai mẫu máy Chunithm mới, vào ngày 13 tháng 10 năm 2022 thì phiên bản tiếp theo cho hai mẫu máy Chunithm mới sau Chunithm New là Chunithm Sun chính thức phát hành tại Nhật Bản và ngày 2 tháng 3 năm 2023 tại thị trường Quốc Tế với những nội dung mới được cập nhật và kế thừa phiên bản Chunithm New như các bài hát mới, các bản đồ mới, các kỹ năng nhân vật mới, các vé mới, cập nhật về Cabinet to Cabinet, cập nhật về chế độ Online Battle và những nội dung khác. Vào ngày 11 tháng 5 năm 2023, phiên bản Plus của Chunithm Sun được cập nhật tại Nhật Bản và ngày 28 tháng 9 năm 2023 tại thị trường Quốc Tế với những điều chính và bổ sung nội dung, cùng với đó cơ chế tính điểm kinh nghiệm có sự thay đổi so với phiên bản Sun trước đó.
Tại Việt Nam thì Chunithm xuất hiện lần đầu tại khu vui chơi Dream Games ở trung tâm thương mại Aeon Mall Long Biên với phiên bản CHUNITHM SUPERSTAR, sau đó tựa game được phân phối sang các khu vực khác tại lãnh thổ Việt Nam.

## CHUNITHM-NET
Trang web CHUNITHM-NET với chức năng của trang web bao gồm thay đổi tên người dùng, truy cập điểm số các bài hát trước đây, kết bạn, xem xếp hạng, và đổi cài đặt khi chơi. Để sử dụng trang web, người chơi phải liên kết tài khoản SEGA ID đã đăng ký thẻ từ lưu dữ liệu.
Để tạo tài khoản để lưu dữ liệu chơi, người chơi có thể dùng thẻ từ Aime của Sega để quét mỗi khi chơi, trong khi một số người chơi khác có thể sử dụng thẻ Banapassport do Bandai Namco Entertainment sản xuất hoặc thẻ e-amusement Pass do Konami sản xuất. Những thẻ khác dùng chuẩn Amusement IC cũng có thể được sử dụng.